# Pargew Martirosjan
Pargew (imię świeckie Gurgen Martirosjan, ur. 20 marca 1954 w Sumgaicie) – duchowny Apostolskiego Kościoła Ormiańskiego, w latach 1989–2021 biskup Arcachu.

## Życiorys
Święcenia kapłańskie przyjął w 1985. Sakrę biskupią otrzymał w 1988. W 1989 został mianowany biskupem Arcachu. W 2021 zrezygnował ze względów zdrowotnych.